# Ізомальт
Ізомальт — цукровий спирт, замінник цукру, який складається з еквімолекулярної суміші ізолятів a–D–глюкопіранози–1,6–D–сорбіту та a–D–глюкопіранозіл–1,6–D–мантиту. Енергетична цінність — 200–240 ккал (в цукрози та фруктози близько 400 ккал). Розчинність ізомальту значно нижча за розчинність цукрози. Має незначну гігроскопічність, при температурі 250 °С він майже не притягує вологу навіть за відносної вогкості повітря 90 %. Дуже стійкий до кислот, ферментів, тепла. Температура плавлення ізомальту 145–150 °С.Солодкість становить 0,5 од. від солодкості цукрози. При розчиненні характеризується незначним ендотермічним ефектом. Є цукрозамінником з низькою прохолоджувальною дією. Теплота розчинення становить 39,4 кДж/кг. Ізомальт не спричиняє розвитку карієсу зубів, оскільки він не є живильним середовищем для більшості бактерій. Розробником його є фірма «Палантіній» (Німеччина).
В організмі засвоюється повільно, ферментується головним чином у товстому кишівнику. Його можна використовувати у борошняних кондитерських виробах, особливо у продуктах харчування для хворих на цукровий діабет. При споживанні ізомальту замість цукру, підвищення рівня глюкози в крові людини в 10 разів менше.
Зареєстрований як харчова добавка E953.